# Diecezja Yanzhou
Diecezja Yanzhou (łac. Dioecesis Ienceuvensis, chiń. 天主教兖州教区) – rzymskokatolicka diecezja ze stolicą w Yanzhou, w prefekturze miejskiej Jining, w prowincji Szantung, w Chińskiej Republice Ludowej. Biskupstwo jest sufraganią archidiecezji Jinan.

## Historia
2 stycznia 1882 papież Leon XIII erygował misję sui iuris Południowego Szantungu. Dotychczas wierni z tych terenów należeli do wikariatu apostolskiego Szantungu (obecnie archidiecezja Jinan). 22 grudnia 1885 podniesioną ją do rangi wikariatu apostolskiego. 3 grudnia 1924 zmieniono nazwę na wikariat apostolski Yanzhou. W miarę rozwoju misji odłączono od niego:
- 11 lutego 1925 - prefekturę apostolską Qingdao (obecnie diecezja Qingdao)
- 13 grudnia 1933 - prefekturę apostolską Yanggu (obecnie diecezja Yanggu)
- 12 listopada 1934 - wikariat apostolski Caozhou (obecnie diecezja Caozhou).

W wyniku reorganizacji chińskich struktur kościelnych dokonanych przez Piusa XII 11 kwietnia 1946 wikariat apostolski Yanzhou został podniesiony do rangi diecezji.
Z 1950 pochodzą ostatnie pełne, oficjalne kościelne statystyki. Diecezja Yanzhou liczyła wtedy:
- 60 000 wiernych (1,5% społeczeństwa)
- 39 kapłanów (9 diecezjalnych i 30 zakonnych)
- 24 sióstr i 8 braci zakonnych.

Od zwycięstwa komunistów w chińskiej wojnie domowej w 1949 diecezja, podobnie jak cały prześladowany Kościół katolicki w Chinach, nie może normalnie działać. Bp Theodore Schu SVD oraz inni zagraniczni misjonarze zostali wydaleni z kraju. W 1960 lub 1961 Patriotyczne Stowarzyszenie Katolików Chińskich mianowało swojego ordynariusza w Yanzhou, mimo iż bp Schu nie zrzekł się tego biskuptwa. Rządowy biskup Nicholas Shi Lingge przyjął sakrę bez zgody papieża zaciągając na siebie ekskomunikę latae sententiae. Pójście na współpracę z komunistami nie uchroniło bp Shi Lingge przed śmiercią w czasie rewolucji kulturalnej.
Kolejnym biskupem został Thomas Zhao Fengwu SVD w 1993. Ksiądz od 1945. Lata 1958 - 1980 spędził on w obozach pracy przymusowej, a następnie wrócił do posługi duszpasterskiej. Był uznawany za legalnego biskupa zarówno przez Stolicę Apostolską jak i rząd w Pekinie. Znany był z tego, że samemu objeżdżał swoją diecezję motocyklem. Zmarł podczas jednej z takich podróży w 2005.
Obecny biskup, wyświęcony w 2011 John Lü Peisen, również ma uznanie Watykanu i Pekinu.

## Ordynariusze

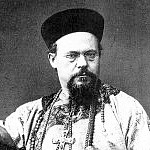
bp John Baptist von Anzer SVD

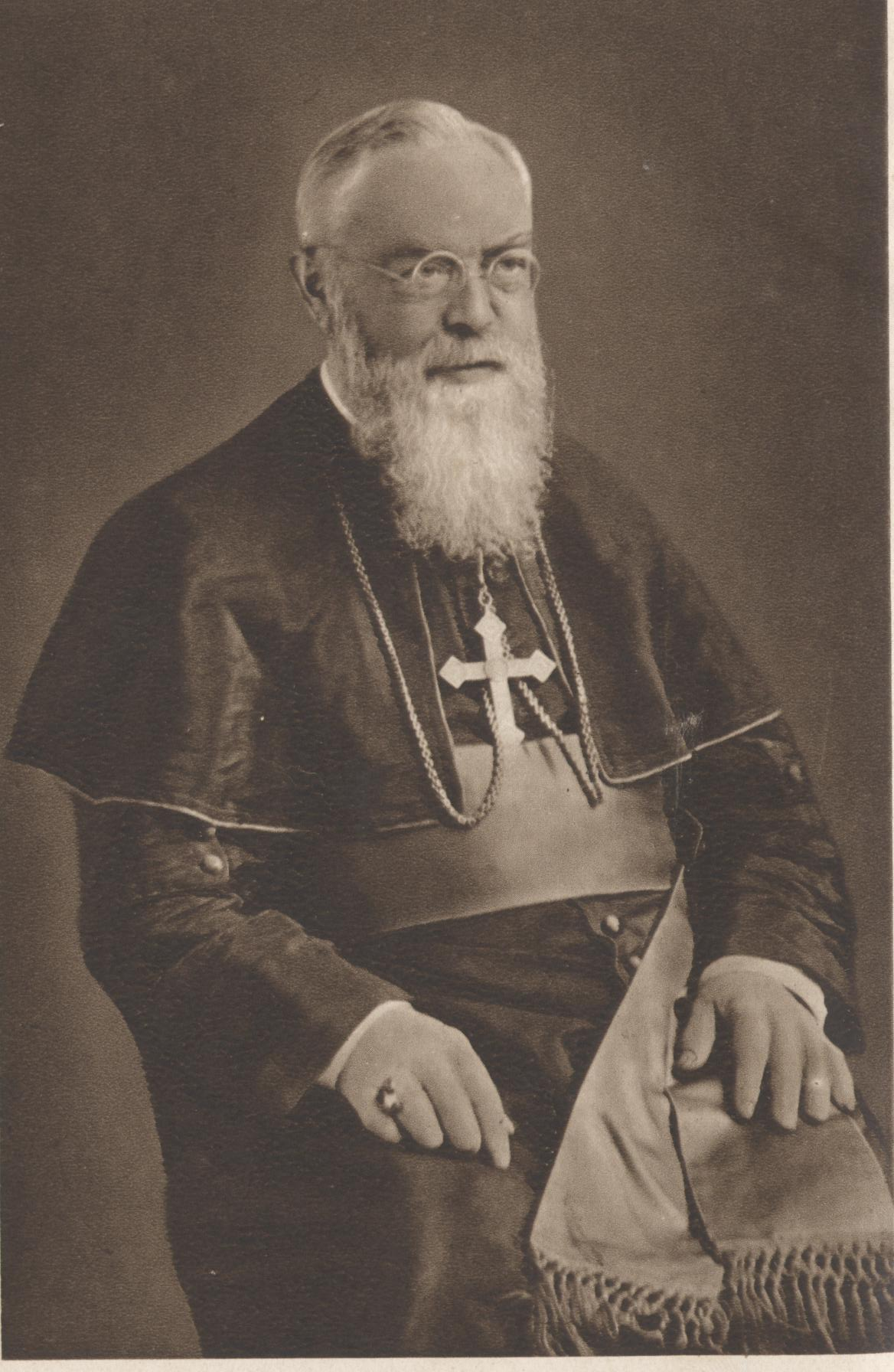
bp Augustin Henninghaus SVD

### Wikariusze apostolscy
- John Baptist von Anzer SVD[7] (1886 - 1903)
- Augustin Henninghaus SVD[7] (1904 - 1935)
- Theodore Schu SVD[7] (1936 - 1946)

### Biskupi
- Theodore Schu SVD (1946 - 1965) de facto wydalony z komunistycznych Chin po 1949, nie miał po tym czasie realnej władzy w diecezji[1]
- sede vacante (być może urząd sprawował biskup(i) Kościoła podziemnego) (1965 - 1993)
- Thomas Zhao Fengwu SVD (1993 - 2005)
- John Lü Peisen (2011 - nadal)

### Antybiskup
Ordynariusz mianowany przez Patriotyczne Stowarzyszenie Katolików Chińskich nieposiadający mandatu papieskiego:
- Nicholas Shi Lingge (1960/61 - pomiędzy 1966 a 1976).